# بالفرين
بالفرين (بالإنجليزية: Balfrin)‏ هو أحد جبال سلسلة جبال الألب بينيني وجزء من القمة الأم جبل دوم يقع في كانتون فاليز، سويسرا. يبلغ ارتفاع الجبل حوالي 3796 متر، بينما يبلغ ارتفاع نتوء الجبل 235 متر.